# Акация узколистная
Акация узколистная (лат. Acacia tenuifolia) — вид растений из рода Акация (Acacia) семейства Бобовые (Fabaceae).

## Ботаническое описание
Акация узколистная представляет собой многолетний кустарник. 
Акация узколистная вырастает до 8 метров в высоту.

## Распространение
Акация узколистная встречается в Азии, Индии, на островах Карибского моря и в Южной Америке.

## Ботанические разновидности
- Acacia tenuifolia (L.) Willd. var. producta J.W.Grimes
- Acacia tenuifolia (L.) Willd. var. tenuifolia
- Acacia tenuifolia (L.) Willd. var. veraensis Kitan[2].